# Misión de Administración Provisional de las Naciones Unidas en Kosovo

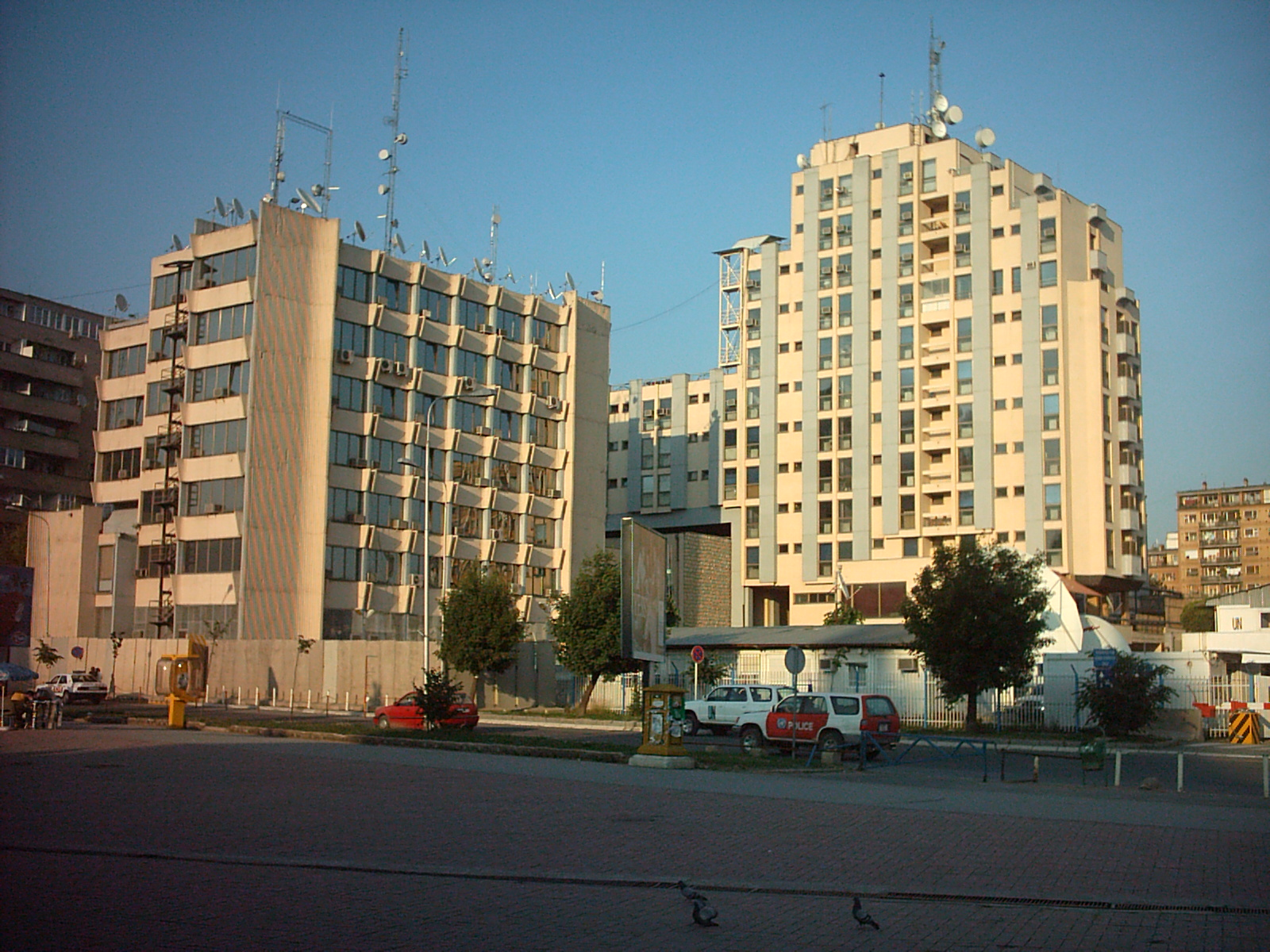
Torres de la UNMIK en Pristina.

La Misión de Administración Provisional de las Naciones Unidas en Kosovo (MINUK) (en inglés: United Nations Interim Administration Mission in Kosovo - UNMIK), es la administración provisional por parte de la ONU del territorio en disputa de Kosovo. La Misión gestó en Kosovo una fase de transición hacia la resolución de su estatus definitivo tras la guerra de 1999. Tras el fracaso de las negociaciones entre las autoridades serbias y las del gobierno rebelde de Kosovo, estas últimas optaron por declarar unilateralmente y con el apoyo de Estados Unidos la independencia de Serbia el 17 de febrero de 2008. Esta independencia fue reconocida por Estados Unidos y la mayor parte de sus aliados, aunque no fue aceptada por Serbia, Rusia ni por las Naciones Unidas.
La MINUK fue creada por la resolución 1244 del Consejo de Seguridad de la ONU el 10 de junio de 1999, al final de la Guerra de Kosovo.
En un principio, el Consejo de Seguridad autorizó al Secretario General para que estableciera una presencia internacional civil en Kosovo – la Misión de Administración Provisional de las Naciones Unidas en Kosovo (UNMIK) – a fin de que Kosovo tuviera una administración provisional bajo la cual su población pudiera gozar de una autonomía sustancial. Por su complejidad y alcance, la tarea encomendada no tenía precedentes; el Consejo confirió autoridad a la UNMIK sobre el territorio y la población de Kosovo, incluso todas las facultades legislativas y ejecutivas y la administración del poder judicial.
Posteriormente, tras la declaración de independencia formulada por las autoridades de Kosovo y la entrada en vigor de una nueva constitución el 15 de junio de 2008, las responsabilidades de la Misión se han modificado en grado considerable de modo que su objetivo principal sea promover la seguridad, la estabilidad y el respeto de los derechos humanos en Kosovo.

## Representantes del Secretario General
El dirigente principal de la MINUK es el Representante Especial del Secretario General de las Naciones Unidas en Kosovo. Este cargo ha sido ejercido por las siguientes personas:
| Nombre                 | Nacionalidad | Periodo     |
| Bernard Kouchner       | Francia      | 1999 - 2001 |
| Hans Haekkerup         | Dinamarca    | 2001        |
| Michael Steiner        | Alemania     | 2001 - 2003 |
| Harri Hermanni Holkeri | Finlandia    | 2003 - 2004 |
| Søren Jessen-Petersen  | Francia      | 2004 - 2006 |
| Joachim Rücker         | Alemania     | 2006 - 2008 |
| Lamberto Zannier       | Italia       | 2008 - 2011 |
| Farid Zarif            | Afganistán   | 2011 - 2015 |
| Zahir Tanin            | Afganistán   | 2015 -      |